# 에이드리언 커리
에이드리앤 커리(Adrianne Curry, 1982년 8월 6일 ~ )는 미국의 모델이자 배우이다. 도전! 슈퍼모델 2003년 시즌 1 우승자이다.

## 출연 작품

### 텔레비전
- 도전! 슈퍼모델 (2003)
- truTV Presents: World's Dumbest... (2008-09)

### 영화
- Fallen Angels (2006)
- 테일즈 오브 할로윈 (2015)